# Lorenzo Amoruso
Lorenzo Pier Paolo Amoruso (Bari, 28 giugno 1971) è un dirigente sportivo ed ex calciatore italiano, di ruolo difensore.

## Biografia
È nato e cresciuto a Bari nel quartiere di Palese Macchie.
Dopo il ritiro dall’attività agonistica, ha lavorato come dirigente sportivo alla ACF Fiorentina. Da diversi anni lavora come opinionista sportivo per varie trasmissioni ed emittenti, tra cui la Rai per Euro 2016, Platinum Calcio su Italia 7 Toscana e Lunedì gol su Canale Italia; inoltre per TV8 ha collaborato con il commento tecnico delle partite di UEFA Europa League. Ad oggi è ospite fisso nella trasmissione "Viola" su RTV38. Nel 2002 ha pubblicato la sua autobiografia, Lorenzo Amoruso - LA Confidential..
Nel 2016 conduce, insieme all'ex calciatore Gianluca Vialli, il docu-reality Squadre da incubo, andato in onda su TV8. Nel 2018 prende parte a Celebrity MasterChef Italia, in onda su Sky Uno.

## Caratteristiche tecniche
È stato un roccioso difensore centrale con buona propensione al gol: dotato di un destro potente e preciso, era uno specialista nell'esecuzione di calci piazzati dalla distanza.

## Carriera

### Giocatore

#### Bari e prestiti
Cresciuto nel Palese, entrò presto a far parte del settore giovanile del Bari. Esordì in prima squadra con i biancorossi nel 1988-1989, in Serie B, raccogliendo 3 presenze in quella stagione. Debuttò in Serie A l'8 ottobre 1989 in Inter-Bari (1-1). In massima divisione collezionò 3 presenze nel 1989-1990 e 5 nel 1990-1991 (un gol), prima di diventare titolare nel 1993-1994, in serie cadetta. Nel 1994-1995 giocò un'altra stagione nel Bari, in Serie A. Nel corso della sua militanza in biancorosso fu ceduto per due volte in prestito, al Mantova e alla Vis Pesaro.

#### Fiorentina

Amoruso (a sinistra) sblocca il risultato per la Fiorentina nella vittoriosa finale di ritorno della Coppa Italia 1995-1996.

Nell'estate del 1995 fu acquistato dalla Fiorentina per 5,4 miliardi di lire; rimase in Toscana per due anni, vincendo nel 1996 la Coppa Italia – aprendo le marcature nella finale di ritorno contro l'Atalanta – e la Supercoppa italiana.

#### Rangers
Il 29 maggio 1997 si trasferì in Scozia, ai Rangers, che lo pagarono cinque milioni di sterline. Qui, dopo aver subito dapprima un infortunio, uno sputo su James Grady gli costò quattro giornate di squalifica.
Con i Rangers riuscì successivamente a vincere tre campionati scozzesi (1998-1999, 1999-2000 e 2002-2003), tre Coppe di Lega scozzesi (1998-1999, 2001-2002, 2002-2003) e quattro Coppe di Scozia (1998-1999, 1999-2000, 2001-2002 e 2002-2003) e il riconoscimento come miglior giocatore della Scottish Premier League nel 2002. Inoltre fu il primo capitano cattolico della formazione di Glasgow, compagine storicamente espressione di una tifoseria protestante. Si congedò dagli scozzesi con un gol-vittoria in Scottish Cup nel 2003.

#### Blackburn Rovers e Cosmos
Nel 2003 fu ingaggiato dai Blackburn Rovers. Debuttò il 16 agosto, segnando il primo gol della partita e restando in campo per tutti i novanta minuti. In ottobre dopo un infortunio al ginocchio non giocò per cinque mesi, per poi riprendere a giocare nella stagione 2003-2004. La stagione successiva fu segnata da una serie di infortuni che gli costarono molte assenze e la totale inattività nella stagione 2005-2006. Nell'estate del 2006 rescisse il suo contratto con i Rovers.
Nel febbraio 2008 ha giocato nel Cosmos, società sammarinese.

### Dirigente
Il 15 settembre 2010 viene assunto dalla Fiorentina come coordinatore degli osservatori della prima squadra. Dopo quasi due anni lascia il posto nella dirigenza viola.
Nel novembre del 2012 consegue la qualifica da direttore sportivo a Coverciano.

## Vita privata
Dal 2018 al 2023 è stato il compagno dell'ex Miss Italia 1999 Manila Nazzaro con la quale ha preso parte all'ottava edizione di Temptation Island.

## Palmarès

### Club

#### Competizioni nazionali
- Coppa Italia: 1

Fiorentina: 1995-1996
- Supercoppa italiana: 1

Fiorentina: 1996
- Campionato scozzese: 3

Rangers: 1998-1999, 1999-2000, 2002-2003
- Coppa di Scozia: 4

Rangers: 1998-1999, 1999-2000, 2001-2002, 2002-2003
- Coppa di Lega scozzese: 3

Rangers: 1998-1999, 2001-2002, 2002-2003

#### Competizioni internazionali
- Coppa Mitropa: 1

Bari: 1990

### Individuale
- Giocatore dell'anno della SPFA: 1

2002

## Programmi TV
- Squadre da incubo (TV8, 2016) - conduttore
- Celebrity MasterChef Italia (Sky Uno, 2018) - concorrente
- Temptation Island (Canale 5, 2020) - concorrente
- Non sono una signora (Rai 2, 2023) - concorrente